# Parviz Jalayer
Parviz Jalayer, né le 6 octobre 1939 à Téhéran et mort le 6 juillet 2019, est un haltérophile iranien.

## Carrière
Il a participé aux Jeux olympiques de 1964 et de 1968 et a remporté une médaille d'argent en 1968. En 1966, il a remporté une médaille d'or aux Jeux asiatiques et une médaille de bronze aux Championnats du monde. L'année suivante, il établit un record du monde à l'épaulé-jeté. Après avoir pris sa retraite des compétitions, il a travaillé comme entraîneur d’haltérophilie.

## Palmarès

### Jeux olympiques
- Médaille d'argent en -67,5 kg aux Jeux de 1968 à Mexico (Mexique)[2]

### Championnats du monde
- Médaille d'argent en -67,5 kg aux Championnats du monde d'haltérophilie 1966 à Berlin-Est